# Шумадія

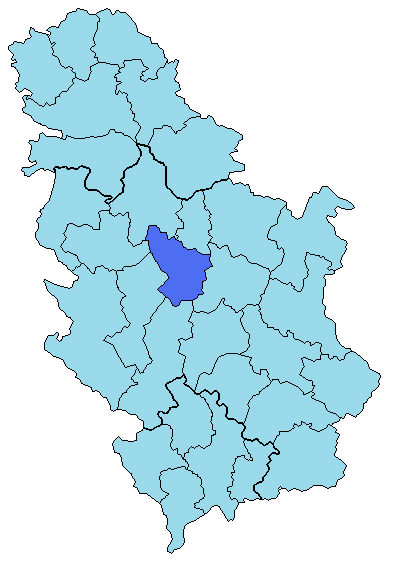
Шумадійський округ

Шумадія (серб. Шумадија) — історична та географічна область у центральній частині Сербії. Серцем регіону є сучасний Шумадійський округ, однак він включає також у себе і низку прилеглих території сусідніх округів. Назва історичної області походить від сербського Šuma — ліси, що говорить про значну лісистість регіону в минулому. До складу регіону також входить і столиця Сербії — місто Белград.

## Історія

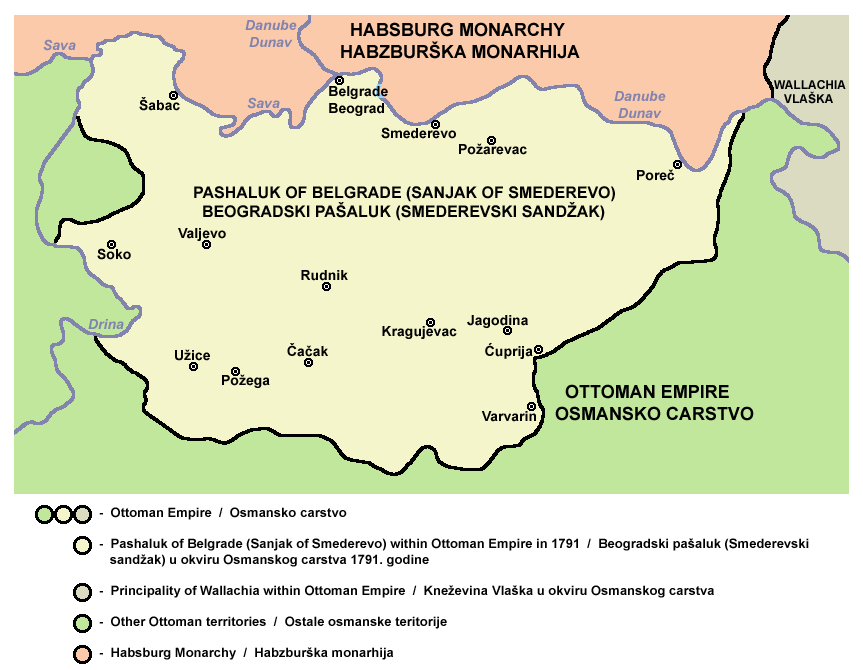
Белградський пашалик, пізніше Сербське князівство

У античні часи регіон був слабко заселений, оскільки був прикордонною територію між фракійцями та іллірійцями. Місцевих жителів називали трибаллами. Пізніше територія Шумадії входила до складу Першого та Другого Болгарських царств. Після приходу турків, місцеве населення переселилось на північ, до кордону. Залишені території довгий час були майже незаселеними, однак болгарський слід і нині спостерігається у топоніміці регіону. У період 1718—1737 років Шумадія була під Австрійською владою, яка вела шлях на християнізацію регіону. В цей час починається заселення району сербами в основному із Герцеговини, Старої Влахії, Старої Рашки та Чорногорії.

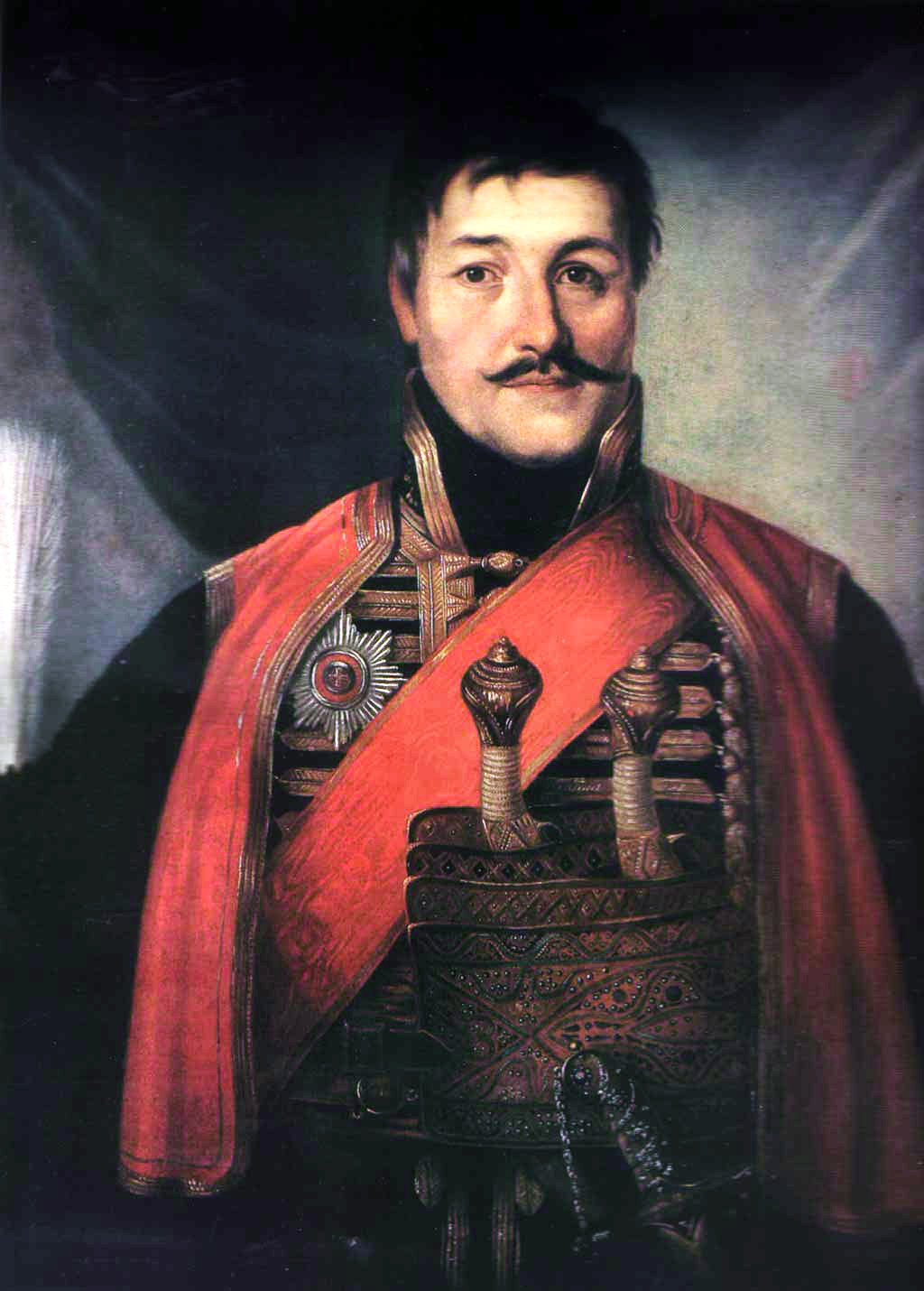
Карагеоргій

Протягом XVIII—XIX століть Шумадійські ліси, які раніше займали значну територію, були прихистком гайдуків, які боролись проти Османської імперії. 1804 року у селі Орашац відбулось Перше сербське повстання на чолі з Карагеоргієм, який невдовзі став національним героєм. Першою столицею відродженої Сербії було місто Топола, а пізніше і до 1841 року нею став Крагуєваць. 1815 року відбулось Друге сербське повстання на чолі з Милошем Обреновичем, яке після свого успіху перетворило Белградський пашалик, як адміністративну одиницю Османської імперії, у Сербське князівство зі своєю автономією.
У 1922—1929 роках Шумадійська область була однією з адміністративних одиниць Королівства Сербів, Хорватів і Словенців, а центром було місто Крагуєваць.
Деякі сучасні політичні сили країни, такі як Демократична партія Сербії, пропонують реформувати адміністративний устрій Сербії і однією з нових адміністративних одиниць планується зробити Шумадію.

## Природа

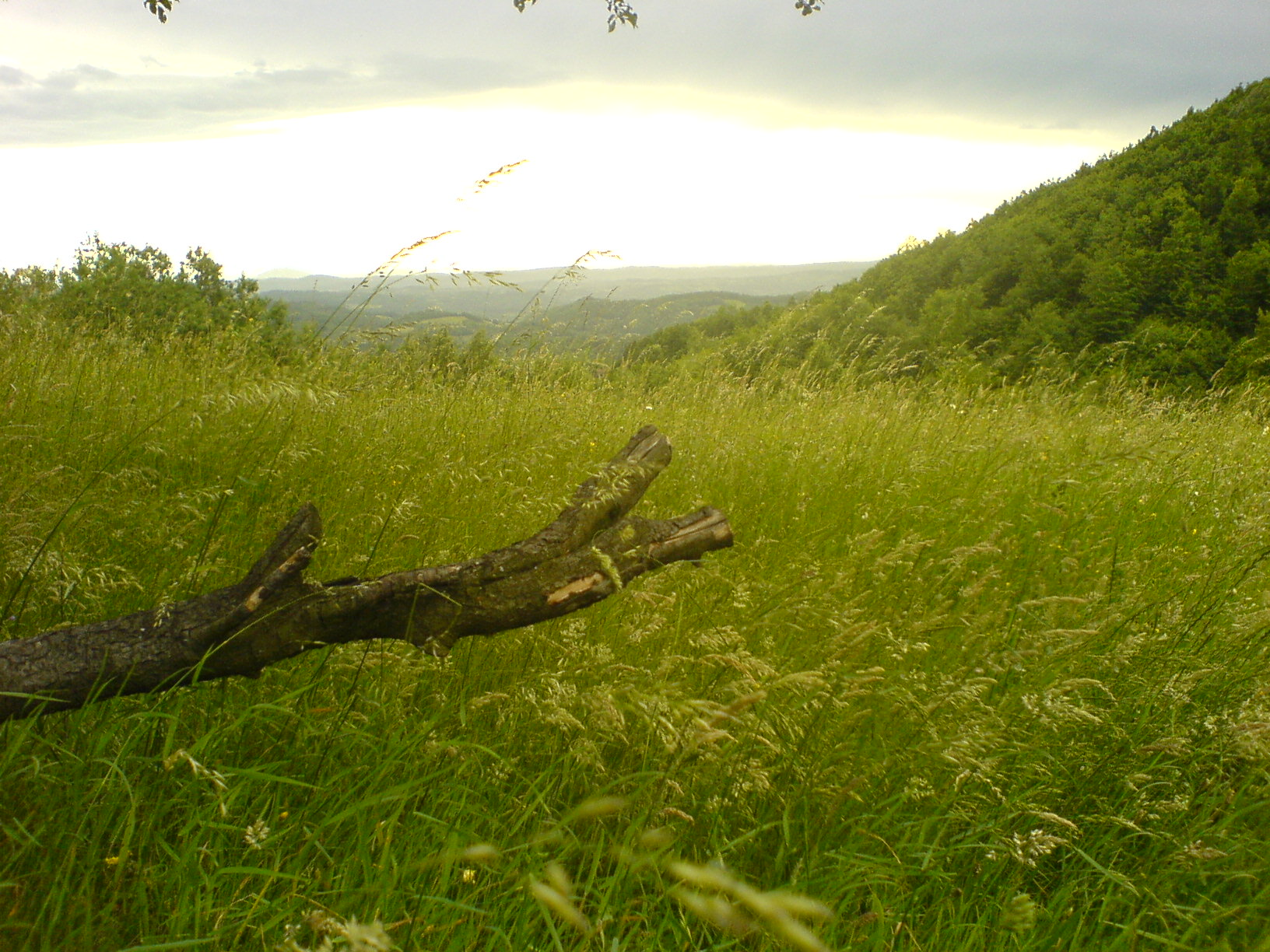
Звичний краєвид для Шумадії. Гора Рудник

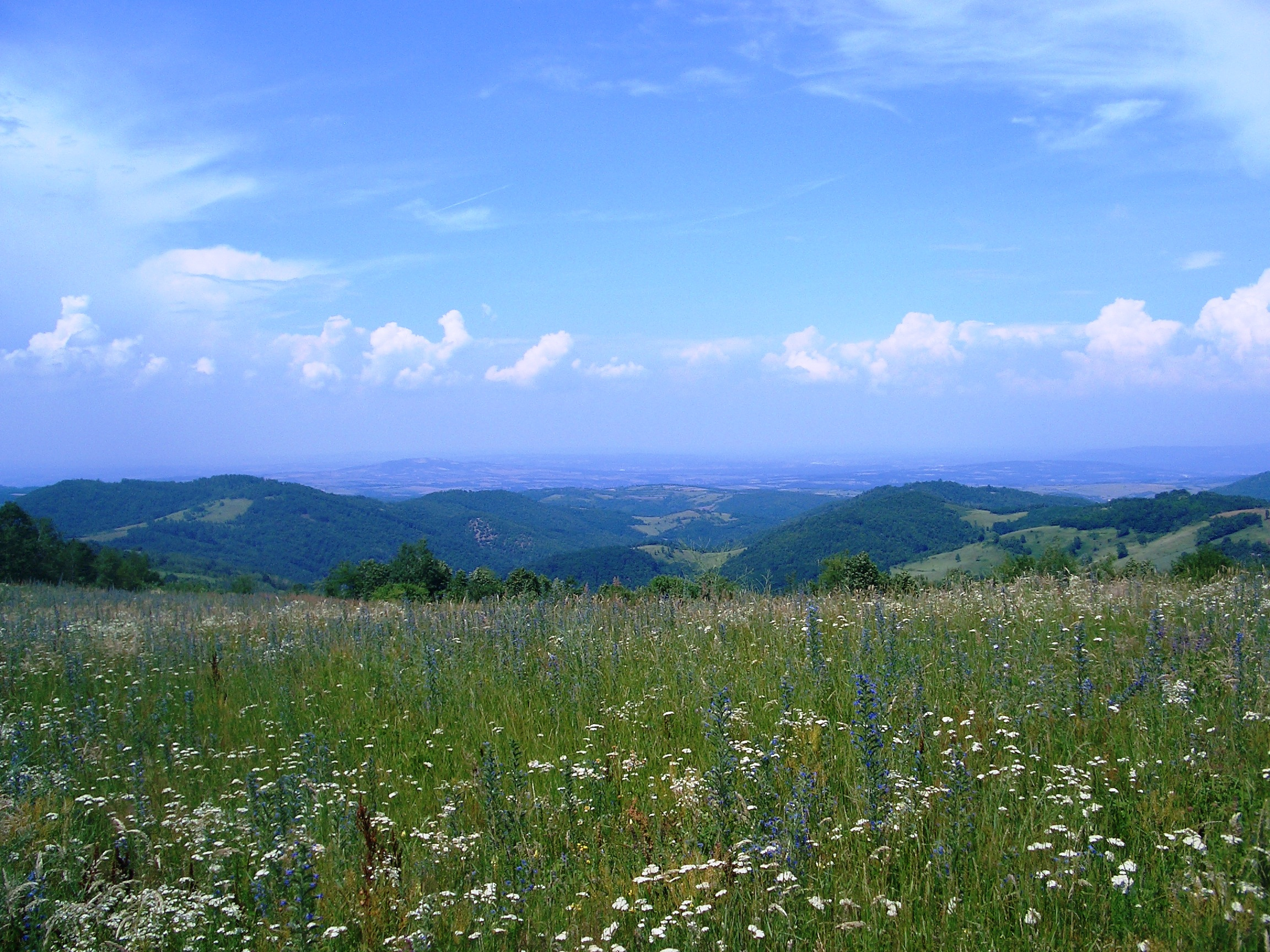
Трав'янисті пагорби Шумадії. Околиці Крагуєваця

Шумадія — погорбована, місцями гориста, місцевість, обмежена річками Сава та Дунай на півночі, Великою Моравою на сході, Західною Моравою на півдні та Дриною на заході. На південь висота місцевості поступово збільшується. Мальовничі пагорби, що чергуються один за одним, вкриті густими травами, залишками лісів та молодими гаями. Серед основних порід дерев, що утворюють місцеві ліси, поширені дуб, ясен та горіх волоський. У центральній Шумадії височіє гора Рудник, що є найвищою точкою усього регіону.
Значного розвитку набуло сільське господарство. Місцеві жителі вирощують кукурудзу, розводять велику рогату худобу. Високо розвинене садівництво, на початку XX століття Шумадія давала 50 % усього світового експорту слив, через що регіон часто називали Сливовицею. Окрім цього, вирощують черешню та вишню.

## Міста
До складу Шумадії входять такі міста:
- Аранджеловаць
- Белановиця
- Белград
- Варварин
- Велика Плана
- Горни Мілановаць
- Крагуєваць
- Кралево
- Лазареваць
- Лапово
- Лучани
- Младеноваць
- Парачин
- Смедерево
- Смедеревська Паланка
- Топола
- Трстеник
- Чачак
- Чичеваць
- Чупрія
- Ягодина